# Sidi Bouzid (Maroc)
Pour les articles homonymes, voir Sidi Bouzid.
Sidi Bouzid (en amazigh : ⵙⵉⴷⵉ ⴱⵓⵣⵉⴷ ; en arabe : سيدي بوزيد) est une station balneaire à 5 km de la ville d'El jadida, elle est constituée de résidences secondaires d'un ensemble de bungalows, d'un club de vacances, de restaurants et théâtre en plein air. Sa plage fort appréciée en été par les vacanciers est considérée comme l'une des plus belles plages du Maroc, elle dispose d'une infrastructure d'accueil et se caractérise par son sable fin et son eau claire et limpide, les visiteurs y viennent chaque année et le nombre ne cesse de croître au fil des saisons.

## Histoire
Le nom de Sidi bouzid vient du saint Sidi Abd er-Rahman Bouzeid bin Abdullah bin Abi Abd al-Khaliq Abd al-Adhim bin Abi Abdullah Muhammad al-Amghari.
Plus connu sous le nom de Bouzid, on prétend qu'il descend des Beni Amghar.
Il est décédé en 1155 de l'hégire équivalent de l’an 1742. Son sanctuaire se trouve sur la falaise surplombant Sidi bouzid.

## Distinction
Dans le classement des plages marocaines, la plage de Sidi Bouzid est classée chaque année parmi les plages dites "Drapeau Bleu", en sachant que cette note est la plus haute dans l'échelle des classifications.

## Sources
- (fr) Portail officiel de la ville d'El Jadida

- (fr) Photos de Sidi Bouzid sur le site d'ElJadidaCity